# جاكي فرنتش
جاكي فرنتش (بالإنجليزية: Jackie French)‏ (29 نوفمبر 1953، سيدني في أستراليا)؛ كاتِبة مُتخصِّصة في أدب الأطفال وروائية أسترالية.